# 文政の改革
文政の改革（ぶんせいのかいかく）は、文政10年（1827年）から江戸幕府が関東地方の農村部を対象とした行政改革。正式名称は御取締筋御改革（おとりしまりすじごかいかく）。享保の改革などのいわゆる幕政改革とは異なり、江戸幕府がその基盤である関東地方の農村支配の再建・強化のために行われた。

## 概要

### 前史
天正18年（1590年）の徳川家康の移封以来、江戸を中心とした関東地方は徳川氏ひいては江戸幕府の基盤となっていた。
ところが、18世紀後半から江戸からの需要に応える形で関東地方の農村部では商品作物や手工業品などの生産が盛んになるなど、取り巻く環境に変化が生じ、19世紀に入った文化年間には小農経営の解体と豪農が高利貸への進出が進展し、その結果として土地を失って流浪する農民が多数発生した。その中には江戸に流入する者や無宿人・渡世人となって、江戸及び関東各地の治安を悪化させる要因となった。その対策として文化2年（1805年）には関東取締出役が設置されて無宿人・渡世人の取締にあたっていたが、事態の改善には至らなかった。このために、大規模な改革に踏み切ることになったのである。

### 改革の実施
文政10年2月、勘定奉行は45か条からなる触書を出した。その中では長脇差・鉄砲・槍などの武器及び無宿人・浪人の取締、神事・仏事・祭礼・婚礼などにおける質素倹約、村方における歌舞伎・相撲などの娯楽や賭博の禁止、強訴・徒党の禁止、農間余業や若者組に対する制限などを命じた。その上で、水戸藩領以外の全ての村々に対してその領主を問わず地域単位にて組合村を編成させた。組合村は3-5か村からなる小組合と10前後の小組合村からなる大組合（平均40-50か村で構成）からなり、大組合を構成する村々の中で村高が高く交通の要所などの条件を兼ね備えた1か村を寄場（村）もしくは親村に指定して、大組合村の拠点とした。そして、小組合村の名主・村役人から選ばれた小惣代が小組合を運営し、更に小惣代から選ばれた大惣代および寄場・親村の名主である寄場役人が大組合を運営した。大組合は関東取締出役の指揮下に置かれ、関東取締出役－寄場・親村（寄場役人）－大組合（大惣代）－小組合（小惣代）－村（名主以下村役人）という指揮命令系統が編成され、触書にある各種取締・規制を徹底することで、農村に対する支配の強化を図ったのである。
更に翌文政11年（1828年）には関東取締出役より組合村を介して各村に対して改革の趣旨を徹底させるための教諭を作成させ、更に天保4年（1833年）には寄場に仮牢を設置して組合村に治安強化の一翼を担わせる方針を強化している。

### その後
この改革によって幕府の方針が速やかに村々に伝達されるとともに、地域の揉め事を組合村で処理させることで村方騒動や一揆などを防止し、農村部における商業の抑制、治安の強化などが図られた。江戸幕府による組合村を介した農村支配は、明治維新に至るまで関東地方統治の根幹として機能することになった。